# Antoni Paszkowski
Antoni Paszkowski (ur. 15 lipca 1920 w Dermance w województwie wołyńskie, zm. 1997 w Kowańczu) – polski rolnik, poseł na Sejm PRL V i VI kadencji.

## Życiorys
Syn Michała (1887–1948) i Marianny z domu Jezierskiej (1892–1980), miał dwoje rodzeństwa. Ukończywszy szkołę podstawową, pracował w gospodarstwie rodziców. W 1942 działał w partyzantce radzieckiej na Wołyniu. W 1944 został członkiem formujących się oddziałów Wojska Polskiego i został z nich skierowany do szkoły polityczno-wychowawczej, po ukończeniu której przeniesiono go do Głównego Zarządu Polityczno-Wychowawczego w Lublinie. Przeszedł szlak bojowy wraz z I Korpusem Pancernym wchodzącym w skład 2 Armii Wojska Polskiego. Uczestniczył w forsowaniu Nysy Łużyckiej, w bitwie pod Budziszynem oraz w walkach o wyzwolenie Czechosłowacji. Po demobilizacji w 1946 przybył na teren województwa koszalińskiego. Objął gospodarstwo rolne we Kowańczu, w którym później pracował. Pełnił funkcję wiceprzewodniczącego rady nadzorczej okręgowego oddziału Centralnego Związku Spółdzielni Mleczarskich w Koszalinie. Był także sekretarzem rady nadzorczej Gminnej Spółdzielni „Samopomoc Chłopska” w Białogardzie. Zasiadał w plenum i prezydium Wojewódzkiego Komitetu Zjednoczonego Stronnictwa Ludowego w Koszalinie, pełnił też funkcję wiceprezesa Powiatowego Komitetu partii w Białogardzie. Zasiadał w zarządzie koła Związku Bojowników o Wolność i Demokrację w Karlinie oraz w plenum zarządu okręgu w Koszalinie. W 1969 i 1972 uzyskiwał mandat posła na Sejm PRL w okręgu Koszalin. W trakcie V kadencji zasiadał w Komisji Budownictwa i Gospodarki Komunalnej, a w trakcie VI w Komisji Spraw Wewnętrznych i Wymiaru Sprawiedliwości.

## Odznaczenia
- Złoty Krzyż Zasługi
- Brązowy Medal „Zasłużonym na Polu Chwały”
- Medal Zwycięstwa i Wolności 1945
- Medal za Warszawę 1939–1945
- Medal za Odrę, Nysę, Bałtyk
- Medal „Za zdobycie Berlina” (Związek Radziecki)